# Viam
Viam – miejscowość i gmina we Francji, w regionie Nowa Akwitania, w departamencie Corrèze.
Według danych na rok 1990 gminę zamieszkiwały 133 osoby, a gęstość zaludnienia wynosiła 4 osoby/km² (wśród 747 gmin Limousin Viam plasuje się na 486. miejscu pod względem liczby ludności, natomiast pod względem powierzchni na miejscu 137.).